# Нідау
Нідау (нім. Nidau) — місто  в Швейцарії в кантоні Берн, адміністративний округ Біль.

## Географія
Місто розташоване на відстані близько 26 км на північний захід від Берна.
Нідау має площу 1,5 км², з яких на 84,3% дозволяється будівництво (житлове та будівництво доріг), 0% використовуються в сільськогосподарських цілях, 3,9% зайнято лісами, 11,8% не є продуктивними (річки, льодовики або гори).

## Демографія
2019 року в місті мешкало 6872 особи (+1,3% порівняно з 2010 роком), іноземців було 26,1%. Густота населення становила 4521 осіб/км².
За віковим діапазоном населення розподілялося таким чином: 18,9% — особи молодші 20 років, 57,6% — особи у віці 20—64 років, 23,5% — особи у віці 65 років та старші. Було 3378 помешкань (у середньому 2 особи в помешканні).
Із загальної кількості 3185 працюючих 0 було зайнятих в первинному секторі, 978 — в обробній промисловості, 2207 — в галузі послуг.